# Shanosis renei
Shanosis renei (лат.) — вид жуков-чернотелок, единственный в составе рода Shanosis из подсемейства Pimeliinae (Stenosini). Предположительно мирмекофилы. Эндемик Мянмы.

## Описание
Тело имеет длину около 4 мм. Покровы слабо блестящие, черноватые, ноги и усики темно-коричневые. Голова короткая и широкая, длина от шейного сужения до клипеуса равна 0,8 от максимальной ширины между щеками, щеки превосходят глаза и со слабым вдавлением, передний край наличника почти прямой, лоб без килей или медиального вдавления, поверхность с плотными, но не сливающимися точками, точками на наличнике уменьшаются, виски с прямыми и острыми щетинками, точки на лбу без щетинок. Глаза разделены щеками в дорсальной и вентральной частях, височные удлиненные, прямоугольные, с прямым щетинком. Усики 11-члениковые, массивные. Переднеспинка широкая, с закругленными углами и медиальным вдавлением, её длина равна ширине, наибольшая ширина посередине, диск без килей, дорсальные точки, как на голове, также без щетинок, боковые края с короткими прямостоячими и острыми щетинками, боковой край полностью не окаймлен; переднегрудные гипомеры в более тонких и редких точках, чем на переднеспинке, без щетинок. Надкрылья удлиненно-овальные, наибольшая ширина посередине, их длина в 1,8 раза больше ширины, плечевые углы округлые, без зубцов, надкрылья без рядов точек и килей, поверхность морщинистая, без щетинок, боковые края с прямостоячими короткими острыми щетинками, боковые края округлые и без каймы, эпиплевра без ряда точек. Вентриты с очень мелкими рассеянными точками, последний вентрит без более плотных и крупных точек, чем на передних вентритах, без щетинок, поверхность всех вентритов блестящая. Эдеагус с длинной параллельной вершиной с закругленной вершиной.

## Систематика и этимология
Вид был впервые описан в 2021 году немецкими колеоптерологами Вольфгангом Шаваллером и Соней Бигальк (Staatliches Museum für Naturkunde, Штутгарт, Германия). Глаза делятся на дорсальную и вентральную части, таким образом, Shanosis помещается в подтрибу Dichillina. Распознаётся по расширенной, направленной назад, прямоугольной части tempora, по голове без килей или медиального вдавления, по почти круглой форме переднеспинки с медиальным вдавлением и с неокрашенными боковыми краями, а также по надкрыльям без рядов точек или килей. Название рода происходит от имени этнической группы Шан из центральной Мьянмы (Бирма). Видовое название дано в честь чешского энтомолога Рене Фуку (1980—2016), эксперта по трибе Stenosini, собравшего типовую серию. Некоторые экзмемпляры были смонтированы Рене на карточку вместе с муравьями, поэтому весьма вероятно, что этот вид можно считать мирмекофильным.

## Распространение
Эндемик Мьянмы (Юго-Восточная Азия).